# Tennis Napoli Cup 2003
Il Tennis Napoli Cup 2003 è stato un torneo di tennis facente parte della categoria ATP Challenger Series nell'ambito dell'ATP Challenger Series 2003. Il torneo si è giocato per la 67ª edizione a Napoli in Italia dal 21 al 27 aprile 2003 su campi in terra rossa.

## Vincitori

### Singolare
Richard Gasquet ha battuto in finale  Gilles Müller con il punteggio di 6–4, 6–4.

### Doppio
Massimo Bertolini /  Giorgio Galimberti hanno battuto in finale  Amir Hadad /  Christophe Rochus con il punteggio di 2–6, 7–5, 6–4.